# Timo Seppälä
Timo Juhani Seppälä (ur. 27 czerwca 1968 w Kauhajoki) – fiński biathlonista. W Pucharze Świata zadebiutował 2 marca 1988 roku w Hämeenlinna, gdzie zajął 39. miejsce w biegu indywidualnym. Pierwsze punkty wywalczył 15 marca 1990 roku w Kontiolahti, zajmując 20. miejsce w tej samej konkurencji. Nigdy nie stanął na podium zawodów pucharowych. Najlepsze wyniki osiągnął w sezonie 1989/1990, kiedy zajął 60. miejsce w klasyfikacji generalnej. W 1990 roku wystartował na mistrzostwach świata w Mińsku/Oslo, gdzie zajął 50. miejsce w sprincie i szóste miejsce w sztafecie. Na rozgrywanych rok później mistrzostwach świata w Lahti zajął 30. miejsce w biegu indywidualnym i 53. miejsce w sprincie. Brał też udział w igrzyskach olimpijskich w Lillehammer w 1994 roku, gdzie uplasował się na 41. pozycji w biegu indywidualnym i piątej w sztafecie. Jego syn Tero także został biathlonistą.

## Osiągnięcia

### Igrzyska olimpijskie
| Rok  | Miejscowość | Konkurencje | Konkurencje | Konkurencje | Konkurencje | Konkurencje | Konkurencje | Konkurencje |
| Rok  | Miejscowość | IN          | SP          | PU          | MS          | RL          | MR          | SR          |
| ---- | ----------- | ----------- | ----------- | ----------- | ----------- | ----------- | ----------- | ----------- |
| 1994 | Lillehammer | 41.         | –           | nd.         | nd.         | 5.          | nd.         | –           |

### Mistrzostwa świata
| Rok  | Miejscowość | Konkurencje | Konkurencje | Konkurencje | Konkurencje | Konkurencje | Konkurencje | Konkurencje |
| Rok  | Miejscowość | IN          | SP          | PU          | MS          | RL          | MR          | SR          |
| ---- | ----------- | ----------- | ----------- | ----------- | ----------- | ----------- | ----------- | ----------- |
| 1990 | Mińsk/Oslo  | –           | 50.         | nd.         | nd.         | 6.          | nd.         | –           |
| 1991 | Lahti       | 30.         | 53.         | nd.         | nd.         | –           | nd.         | –           |

### Puchar Świata

#### Miejsca w klasyfikacji generalnej
| Sezon     | Miejsce |
| --------- | ------- |
| 1988/1989 | -       |
| 1989/1990 | 60.     |
| 1990/1991 | -       |
| 1991/1992 | -       |
| 1992/1993 | -       |
| 1993/1994 | -       |

#### Miejsca na podium chronologicznie
Seppälä nigdy nie stanął na podium zawodów PŚ.